# Hypselothyrea formosana
Hypselothyrea formosana är en tvåvingeart som beskrevs av Papp 2004. Hypselothyrea formosana ingår i släktet Hypselothyrea och familjen daggflugor.
Artens utbredningsområde är Taiwan. Inga underarter finns listade i Catalogue of Life.